# NGC 3492
NGC 3492 ist ein interagierendes Galaxienpaar (Triplett?) im Sternbild Löwe. Es ist schätzungsweise 481 Millionen Lichtjahre von der Milchstraße entfernt.
Das Objekt wurde im Jahre 1880 von Christian Heinrich Friedrich Peters entdeckt.